# Peter D’Aigueblanche

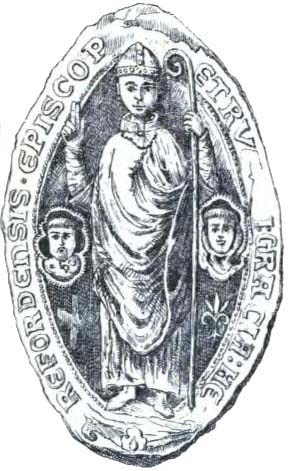
Siegel von Peter D’Aigueblanche als Bischof von Hereford

Peter D’Aigueblanche (auch Pierre oder Peter de Aqua Blanca; † 27. November 1268) war ein aus Savoyen stammender Bischof des englischen Bistums Hereford. Er gehörte zu den zahlreichen Ausländern, die unter König Heinrich III. nach England kamen, und wurde einer der wichtigsten Diplomaten des Königs.

## Herkunft
Aigueblanches genaue Abstammung ist unbekannt, doch er entstammte der Familie Briançon, den Herren von Aigueblanche in Savoyen. Seine Familie lebte im Tarentaise und war eine Nebenlinie der Grafen von Savoyen.

## Ankunft und frühe Karriere in England
Aigueblanche wird erstmals 1237 im Gefolge von Wilhelm von Savoyen, dem gewählten Bischof von Valence und Onkel der englischen Königin Eleonore, in England genannt. Möglicherweise diente er Wilhelm von Savoyen als Schatzmeister. Im März 1238 erhielt er von König Heinrich III. eine Pfründe in der Kirche St. Michael in Michael-on-Wyre in Lancashire. Nach dem Tod seines Schutzherrn Wilhelm von Savoyen 1239 in Italien kehrte Aigueblanche nach England zurück. Der König gewährte ihm im April 1240 eine jährliche Pension von £ 20 und ernannte ihn im Juli zum Verwalter der königlichen Wardrobe. Im Juli 1240 erhielt er eine weitere Pfründe in Hereford, wo er am 24. August durch den Einfluss des Königs zum Bischof gewählt wurde. Da das Bistum Hereford ein verhältnismäßig kleines Bistum war, versuchte der König noch im gleichen Jahr, ihn zum Bischof des reichen Bistums Durham wählen zu lassen, was jedoch scheiterte. Da das Amt des Erzbischofs von Canterbury, des Oberhaupts der katholischen Kirche in England, nach dem Tod des letzten Erzbischofs noch vakant war, wurde Aigueblanche am 23. Dezember 1240 in der Londoner St Paul’s Cathedral von Erzbischof Walter de Gray von York und von Bischof Walter de Cantilupe von Worcester in Anwesenheit des päpstlichen Legaten Oddone di Tonengo zum Bischof von Hereford geweiht. Der König schenkte ihm zur Weihe wertvolle Geschenke, darunter eine mit Juwelen besetzte Mitra im Wert von £ 82. Dazu erlaubte er ihm, die Feier seiner Bischofsweihe im Lambeth Palace auszurichten, dem Londoner Palast des Erzbischofs von Canterbury. In den nächsten Monaten erhielt Bischof Peter weitere Gunstbeweise des Königs, der Städten und Dörfern in seinem Bistum Marktrechte, Rechte auf Holzeinschlag in den königlichen Wäldern und weitere Privilegien verlieh. Obwohl Aigueblanche sein Amt als Verwalter der königlichen Garderobe abgegeben hatte, blieb er weiter am Königshof. Im August 1241 begleitete er den Hof nach Shrewsbury, wo er nach einem Krieg mit Wales an den Friedensverhandlungen mit dem walisischen Fürsten Dafydd ap Llywelyn beteiligt war. Im Herbst 1241 versuchte der König erneut, ihn zum Bischof eines reicheren Bistums wählen zu lassen, doch die Kandidatur von Aigueblanche als Bischof von London scheiterte. Noch 1254 scheiterte Aigueblanches Kandidatur als Bischof von Lincoln.
Im November 1241 diente Aigueblanche als päpstlicher Richter im Streit zwischen dem König und Bischof Jocelin von Bath und Wells über das Patronat von Glastonbury Abbey. Im März 1242 war er vor Beginn des Saintonge-Kriegs im Auftrag des Königs im Poitou. Anschließend reiste er in die Provence, wo er im Juli 1242 in Tarascon im Auftrag des Königs den Heiratsvertrag zwischen Richard von Cornwall, dem jüngeren Bruder des Königs, und Sancha von der Provence, einer Tochter des Grafen von der Provence und Schwester von Königin Eleonore, besiegelte. Im August 1242 war er wieder im Poitou, wo er Heinrich III. aufsuchte. Als gebürtiger Savoyarde kam er nun fast zwangsläufig mit Bonifatius von Savoyen, einem Onkel der Königin, in Kontakt. Bonifatius war im Februar 1241 zum neuen Erzbischof von Canterbury gewählt worden, doch bislang nicht nach England gekommen und zum Erzbischof geweiht worden. Bis 1243 diente Aigueblanche als Bevollmächtigter von Bonifatius als Erzbischof, der noch immer nicht nach England gereist war. Ostern 1244 wurde er beauftragt, Bonifatius bei seiner Ankunft in Dover zu begrüßen, ihm im Auftrag des Papstes das Pallium zu überreichen und seinen Treueid entgegenzunehmen.

## Diener von König und Erzbischof
Während dieser Zeit wurde Aigueblanche auch häufig von Papst Innozenz IV. beauftragt, in seinem Namen Geschenke zu überreichen und als sein Sprecher gegenüber dem König zu dienen. Dadurch wurde er in den langwierigen Streit zwischen dem Papst und Heinrich III. verwickelt, der durch die Ablehnung von William of Raleigh als Bischof von Winchester durch den König entstanden war. Im Frühjahr 1244 in Reading und später erneut in Westminster ermahnte Aigueblanche den König streng, sich mit Raleigh auszusöhnen. Im Falle einer Fortsetzung des Konflikts drohte er mit der Verhängung des Interdikts über die königliche Privatkapelle. Im Sommer 1245 nahm Aigueblanche am Konzil in Lyon teil. Anfang 1246 war er im Auftrag des Königs in Savoyen, wo er Graf Amadeus überzeugen konnte, ein Bündnis mit dem englischen König einzugehen und ihm für mehrere Herrschaften und Pässe im Alpenraum zu huldigen. Danach kehrte er nach England zurück, um im Auftrag des Papstes die Erträge aus vakanten Pfarrstellen einzuziehen, die dem finanziell bedrängten Erzbischof Bonifatius zugutekommen sollten. Diese neue Abgabe brachte weite Teile der Geistlichkeit sowohl gegen Aigueblanche wie gegen Erzbischof Bonifatius auf. Bis Bonifatius 1249 nach England zurückkehrte, diente Aigueblanche weiter als Stellvertreter des Erzbischofs und überwachte die Verwaltung der Ländereien des Erzbistums Canterbury.
1246 verbrachte Aigueblanche viel Zeit mit der Verwaltung seiner Diözese, wo er zahlreiche Güter und Kirchen zurückforderte, die von seinen Vorgängern verschenkt oder zweckentfremdet worden waren. Dazu sammelte er Gelder für den geplanten Kreuzzug von Heinrich III. ein und erließ eine Reihe von Statuten für das Kathedralkapitel. Darin wollte er auch die Inhaber von geistlichen Pfründen zwingen, am Ort ihrer Pfründe zu wohnen. Im September 1247 und erneut im Oktober 1249 reiste er wieder zu Waffenstillstandsverhandlungen nach Frankreich. 1249 reiste er weiter zum Papst, wo er als Vertreter des Königs über den geplanten Kreuzzug verhandelte. Um diese Zeit, vermutlich Anfang 1250, legte Aigueblanche selbst ein Kreuzzugsgelübde ab. Vermutlich blieb er die nächsten beiden Jahre im Ausland, vor allem am päpstlichen Hof, aber auch in Frankreich, wo 1251 in Sens eine Untersuchung der Rechtmäßigkeit der Hochzeit von Heinrich III. und Eleonore von der Provence stattfand. Dabei sollte geprüft werden, ob die Ehe des Königs mit Eleonore ungültig wäre, da vor 1236 eine Heirat zwischen Heinrich III. und Johanna von Dammartin, der Erbin der Grafschaft Ponthieu, verhandelt worden sei. Die Verhandlungen waren jedoch nicht abgeschlossen worden, und Johanna heiratete später König Ferdinand III. von Kastilien.
Aigueblanche hatte verschiedene Ämter und Pfründen seiner Diözese an aus Savoyen oder Frankreich stammende Kleriker vergeben, von denen mehrere mit ihm verwandt waren. Während seiner häufigen Abwesenheit aus England beauftragte er Vertreter mit der Verwaltung seiner Diözese, darunter den aus Frankreich stammenden Bernard, der vermutlich zuvor Prior von Bugey gewesen war. Diese Bevorzugung von Ausländern rief unter den englischen Geistlichen weiteren Unmut hervor. Dazu gab es zwischen dem Bischof und dem Kathedralkapitel von Hereford einen langwierigen Streit über ihre jeweiligen Temporalien. Im Sommer 1252 kam es deshalb in Herefordshire zu gewalttätigen Ausschreitungen, bei denen Aigueblanche selbst in Lebensgefahr geriet. Auf seinen Gütern wurden Scheunen angezündet, und schließlich wurde Prior Bernard vor dem Hochaltar der Kathedrale von Hereford ermordet. Diese Gewalttat empörte den König, der Aigueblanche daraufhin im Februar 1253 jederzeit Zuflucht in der königlichen Burg von Hereford versprach. 1253 gehörte Aigueblanche zu den Bischöfen und Magnaten, die feierlich die Einhaltung der Magna Carta schworen. Zu dieser Zeit versuchte er vergeblich, den englischen Klerus zu einer freiwilligen Spende für den finanziell bedrängten König zu bewegen.

## Das Sizilianische Abenteuer
Im Juni 1253 begleitete Aigueblanche den König in die Gascogne. Wahrscheinlich bei den Anhörungen zur vermeintlichen Ehe zwischen Johanna von Dammartin und Heinrich III. hatte er deren Stiefsohn König Alfons X. von Kastilien kennengelernt. Daraus war vermutlich der Plan entstanden, den englischen Thronfolger Lord Eduard mit einer Schwester des Königs zu verheiraten. Dazu reiste Aigueblanche zwischen 1253 und Frühjahr 1254 von der Gascogne aus mehrmals nach Toledo, ehe 1254 die Hochzeit von Eduard und Eleonore von Kastilien stattfand. Dazu schloss er einen Waffenstillstand mit dem neuen König von Navarra. Im November 1253 sandte ihn der König an den Papsthof. Vermutlich blieb Aigueblanche bis Frühjahr 1255 beim neuen Papst Alexander IV., mit dem er ein berüchtigtes Abkommen aushandelte, das zum sogenannten sizilianischen Abenteuer führte. Das Inhalt des Abkommens war noch von Papst Innozenz IV. vorbereitet worden. Danach übergab der Papst die Krone des bislang den Staufern gehörenden, aber mit dem Papst verfeindeten Königreichs Sizilien an König Heinrich III., der sie seinem jüngeren Sohn Edmund übergab. Die Schwierigkeit an diesem Plan war nicht nur, dass die Engländer zuerst noch das vom Stauferkönig Manfred beherrschte Sizilien erobern mussten, sondern dass sie auch noch dem Papst die bereits entstanden Kosten für seinen Krieg gegen die Staufer erstatten sollten. Diese Kosten wurden mit der gewaltigen Summe von etwa 135.000 Mark beziffert.
Um die Ausgaben für seine Mission in Italien bestreiten zu können, und als Anzahlung für die enorme Summe, die der englische König nun dem Papst schuldete, nahm Aigueblanche bei Kaufleuten aus Florenz und Siena Kredite auf. Zur Sicherheit verpfändete er die zukünftigen Einnahmen aus dem Zehnten, den der englische König seit 1252 von der Kirche von England erheben durfte. Dazu wandelte er eigenmächtig eine Reihe von Blankourkunden, die er für seine Mission beim Papst verwenden sollte und die bereits von den englischen Bischöfen besiegelt worden waren, in Schuldscheine um. Allein 10.000 Mark gab Aigueblanche im April 1255 für den Erwerb der von Kaiser Friedrich II. verpfändeten sizilianischen Kronjuwelen von einem Kaufmann aus Siena aus.

## Feind der Bischöfe und der Barone

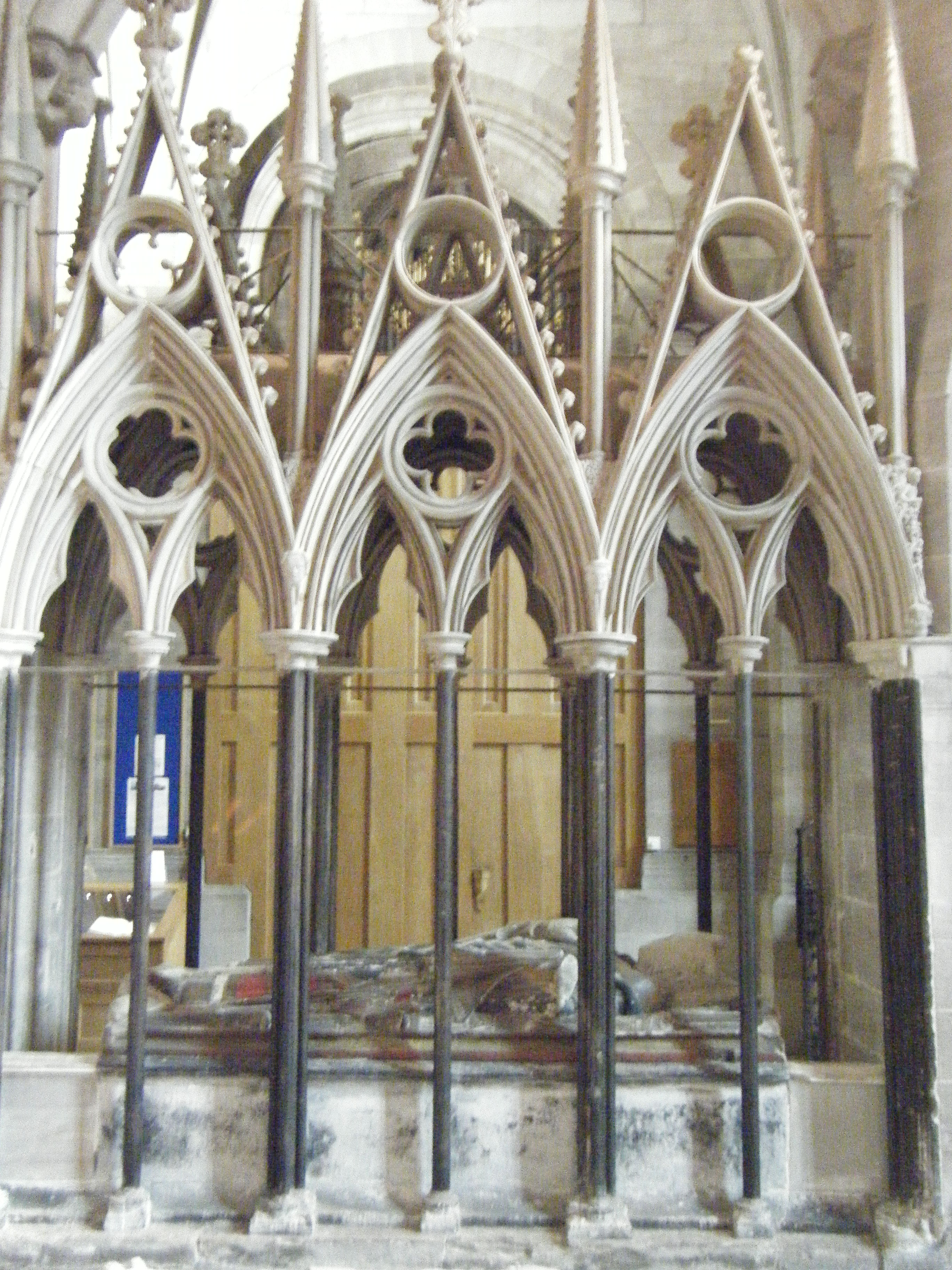
Grabdenkmal für Aigueblanche in der Kathedrale von Hereford

Die Kosten des geplanten Sizilianischen Abenteuers ruinierten den bereits zuvor in Geldnöten befindlichen König Heinrich III. völlig. Schon für die Kosten von Aigueblanches Reise zum Papst hatte der König einen Kredit bei Kaufleuten aus Florenz aufnehmen müssen, wofür er die Einnahmen des Zehnten aus den Bistümern Hereford und Worcester verpfändet hatte. Als Aigueblanche 1255 nach England zurückkehrte und der König im Oktober das Sizilianische Abenteuer dem Parlament vorstellte, stieß der Plan auf einhellige Ablehnung. Aigueblanche als verantwortlicher Diplomat sah sich sowohl dem Hass der Barone wie auch der anderen Bischöfe ausgesetzt. Als bekannt wurde, dass Aigueblanche bereits die Einnahmen aus dem Zehnten verpfändet hatte und eigenmächtig Schuldscheine ohne Abstimmung mit den Unterzeichnern ausgestellt hatte, erhob sich unter der englischen Geistlichkeit ein Sturm der Entrüstung. Der Missbrauch der Gelder für ein derart umstrittenes, da utopisches Abenteuer wie die Eroberung Siziliens von England aus machte Aigueblanche zum meistgehassten ausländischen Bischof in England. Gegen die Versuche von ihm und vom päpstlichen Gesandten Rostand, bei der Geistlichkeit den Zehnten für das Sizilianische Abenteuer zu erheben, erhob sich umfassender und leidenschaftlicher Widerstand. Als Gesandter des Königs reiste Aigueblanche im November 1255 wieder zum Papst zurück und im September 1256 zum König in die Gascogne. Dort beauftragte ihn der König im April 1257, mit den Franzosen über Verletzungen des Waffenstillstands zu verhandeln. Als Amanieu de La Mothe, der Erzbischof von Bordeaux, schwer erkrankte, hoffte Aigueblanche sein Nachfolger zu werden, doch der Erzbischof starb noch nicht. Von Südwestfrankreich reiste Aigueblanche 1257 nach Montpellier, wo sich damals eine bekannte medizinische Schule befand und wo er sich die Polypen entfernen ließ. Im Juni 1257 reiste er zusammen mit Peter von Savoyen, einem Onkel der Königin, zu neuen Verhandlungen über die Eroberung Siziliens nach Italien.
Als es im Sommer 1258 zur Rebellion der Barone gegen den König kam, griffen Gefolgsleute von John II Fitzalan aus Clun Lydbury, ein Gut von Aigueblanche in Shropshire, an. Die Barone schlossen Aigueblanche als Hauptverantwortlichen des Sizilianischen Abenteuers und damit für die finanzielle Krise des Reiches vom Kronrat aus. Dafür luden sie ihn vor das Parlament, wo er über die Erträge der päpstlichen Steuer Rechenschaft ablegen sollte. Aigueblanche ließ sich wegen Krankheit entschuldigen und blieb zunächst in Frankreich, ehe er vor Juni 1259 nach England zurückkehrte. In diesem Monat und im November 1259 gehörte er zu den Unterhändlern, die mit den Walisern über einen Friedensvertrag verhandelten. Als der König jedoch zwischenzeitlich die Macht zurückerlangt hatte, diente Aigueblanche im November 1261 als einer von drei Vertretern des Königs, die über die weitere Umsetzung der Reformvorschläge der Barone entscheiden sollten. Zusammen mit Leonardo, einem Kantor aus Messina, wurde er 1262 vom Papst beauftragt, die ausstehenden Gelder für das Sizilianische Abenteuer einzutreiben.
Als die Rebellion gegen den König sich zum Bürgerkrieg ausweitete, wurde Aigueblanche verstärkt das Ziel von Übergriffen. Schon vor Februar 1262 wurden weitere Besitzungen von ihm angegriffen und geplündert, so dass er sich in den Sitz seiner Diözese, die befestigte Stadt Hereford, zurückzog. Dem König gegenüber berichtete er, dass er nicht in der Lage sei, Angriffe der Waliser abzuwehren. Im Februar 1263 sollte er Hereford Castle an einen neuen königlichen Constable übergeben. Am 7. Juni 1263 wurde er von Roger of Leybourne, Roger de Clifford, John Giffard und anderen Marcher Lords in der Kathedrale von Hereford gewaltsam ergriffen und zusammen mit mehreren seiner Kanoniker in Eardisley Castle, einer Burg von Walter de Baskerville, inhaftiert. Dieses Datum wurde später als Beginn des offenen Kriegs der Barone betrachtet. Anschließend plünderten die Barone die Temporalien des Bistums. Nachdem diese Übergriffe im September 1263 vor das Parlament gebracht wurden, kam Aigueblanche wieder frei, doch Erzbischof Bonifatius sprach zuvor die Barone von jeder Verantwortung für die Übergriffe auf den Bischof von Hereford frei.

## Passive Haltung während des Kriegs der Barone und Tod
Im September 1263 begleitete Aigueblanche Heinrich III. ins französische Amiens, wo der König beim französischen König Ludwig IX. Unterstützung gegen die rebellischen Barone suchte. Der französische König erklärte im Januar 1264 im Mise of Amiens die Provisions of Oxford und damit das Reformprogramm der Barone für nichtig. Während der folgenden Kämpfe zwischen dem König und den Rebellen blieb Aigueblanche in Frankreich. Seine Ländereien blieben von den Baronen besetzt, und im Juni 1265 erhielt er scharfe Aufforderung von der Regierung der Barone, in seine Diözese zurückzukehren, andernfalls würde er enteignet. Im August 1265 konnten die Anhänger des Königs jedoch die Barone in der Schlacht von Evesham entscheidend besiegen, worauf der König ihm und seinen Kanonikern freies Geleit und die Erstattung der verlorenen Einnahmen aus seinen Gütern zusicherte. Aigueblanche kehrte nach England zurück, dennoch blieben einige seiner Güter wie Bishops Castle und Lydbury North in der Hand von John Fitzalan, einem Parteigänger des Königs, während andere Güter in die Hände der aufständischen Waliser gefallen waren. Anfang 1267 reiste der alte und von Gicht geplagte Aigueblanche nach Savoyen, wo er im April in Aiguebelle war. Wo er die letzten Monate seines Lebens verbrachte, ist ungeklärt, doch am 26. November 1268 unterzeichnete er in Sugwas bei Hereford sein Testament. Entgegen seinem letzten Willen wurde er nicht in seiner savoyischen Heimat in Aiguebelle, sondern in der Kathedrale von Hereford beigesetzt, wo ein prächtiges Grabdenkmal für ihn errichtet wurde. Dennoch wurde später auch in Aiguebelle ein Grab für ihn errichtet, das jedoch leer blieb und dessen im 15. Jahrhundert geschaffene Bronzefigur während der französischen Revolution zerstört wurde. Sein Leichnam in Hereford wurde 1925 exhumiert.

## Nachwirkung
In seinem Testament vermachte er den Großteil seiner Besitzungen dem Kollegiatstift in Aiguebelle, das er in den 1250er Jahren gestiftet hatte. Am 21. April 1267 hatte er dessen nach dem Vorbild des Kathedralkapitels von Hereford erlassene Regeln bestätigt. Sein Testament offenbarte auch den Umfang seiner Besitzungen in Frankreich. Bis 1254 besaß er, vermutlich dank des Einflusses von Erzbischof Bonifatius, das kleine Kluniazenserpriorat von Innimont im Bistum Belley. 1254 tauschte Aigueblanche Innimont gegen das Priorat von Sainte-Hélène-du-Lac in seiner Heimat Tarentaise ein, das Bonifatius im September 1255 mit der Übertragung der Burg und Herrschaft von Ste Hélène-des-Millères erweiterte. Die weltlichen Rechte vermachte er 1267 seinem Neffen und Namensvetter Peter, Herr von Briançon. Dazu vermachte Aigueblanche Besitzungen und Gelder an Klöster in Lyon und Paris sowie an verschiedene Hospitäler und Klöster im Tarentaise. Seine prächtige Bibel wurde zugunsten der Armen verkauft, während bis nach Genua hin Gedenkmessen für ihn gehalten wurden.
Mit seiner Herkunft und seinen familiären Beziehungen war Aigueblanche für den König ein geeigneter Diplomat, den er mit Missionen in Frankreich, Italien und Spanien beauftragte. Dies führte dazu, dass er mehr als die Hälfte seiner Amtszeit als Bischof außerhalb Englands verbrachte und vermutlich nie die englische Sprache lernte. Als Diplomat wird Aigueblanche vor allem für das katastrophale Sizilianische Abenteuer verantwortlich gemacht. Auch wenn er im Auftrag des Königs gehandelt hatte, trug er für die Bedingungen des Abkommens mit dem Papst zumindest eine Teilverantwortung. Der Plan, von England aus Sizilien zu erobern, dazu das Ausstellen der Schuldscheine sowie die Verpfändung zukünftiger Steuereinnahmen waren selbst nach mittelalterlichen Maßstäben bestenfalls tollkühn. Der Versuch, das Abkommen umzusetzen, war einer der Auslöser für die Rebellion der Barone und den folgenden Bürgerkrieg. Als Bischof begünstigte er Ausländer und Verwandte bei der Vergabe von Ämtern und Pfründen, insgesamt besetzte er 20 Kanonikerstellen in Hereford mit Savoyarden. Noch bis in die 1290er Jahre gab es eine bemerkbare Fraktion von Savoyarden in Hereford. Andererseits war er ein gewissenhafter Bischof, der die Güter seiner Diözese schützte und mehrte und die ältesten bekannten Statuten für das Kathedralkapitel erließ. Unter ihm wurde das nördliche Querhaus der Kathedrale von Hereford neu errichtet, das 1268 vollendet wurde.